# Sacramentskapel van de Grote- of Onze-Lieve-Vrouwekerk

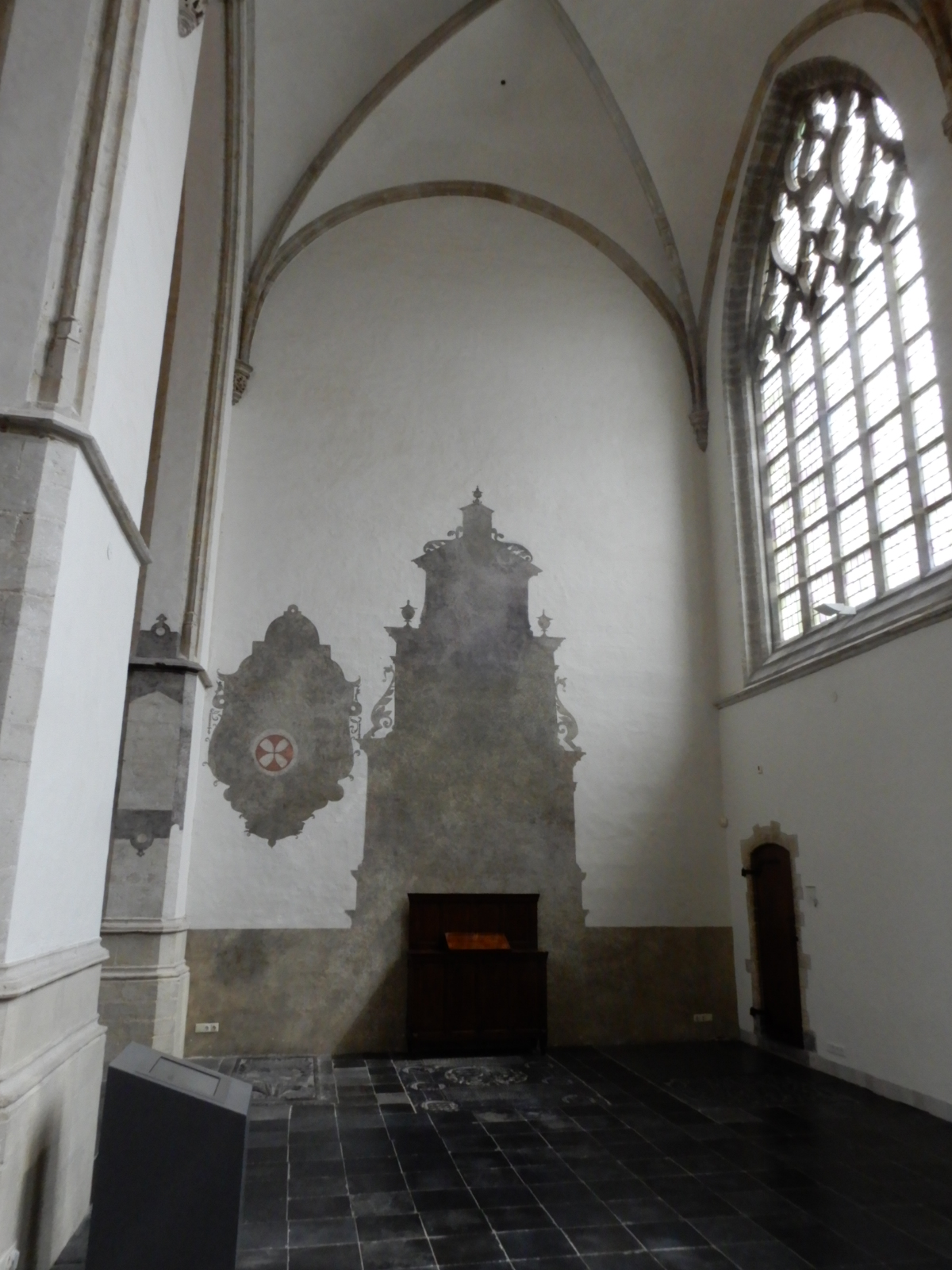
De Sacramentskapel van de Grote-of-Onze-Lieve-Vrouwekerk Breda.

De in renaissancestijl uitgevoerde, Sacramentskapel (Niervaertkapel) aan de zuidzijde van de Bredase Grote-of-Onze-Lievevrouwekerk is gebouwd in de eerste helft van de zestiende eeuw ten behoeve van de verering van het Sacrament van Niervaert.

## Bouw van de kapel

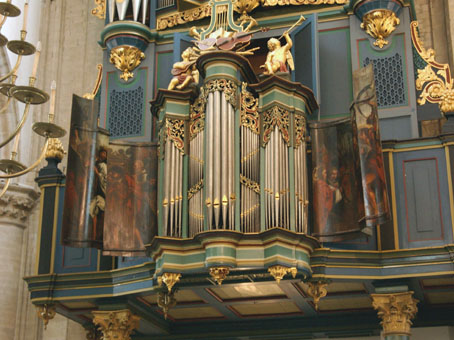
Rugwerk van het (samengestelde) Flentrop-orgel in de Grote Kerk Breda dat in 1534 werd gebouwd voor de Sacramentskapel van die kerk.

Het Sacrament van Niervaert, dat na 1449 een begrip was geworden in de Grote-of-Onze-Lieve-Vrouwekerk, werd waarschijnlijk bewaard in de zogenaamde sacramentstoren in het hoogkoor. Slechts bij bijzondere gelegenheden werd de hostie getoond aan het publiek. Dit gebeurde met name daags voor de Ommegang die gehouden werd op de zondag voor de feestdag van St. Jan. Tijdens de omgang werd de hostie plechtig door de voornaamste straten van de stad gedragen. 
Het in 1463 opgerichte Gilde van het Sacrament van Niervaert had een eigen locatie in het pastoorskoor dat aan de zuidwestzijde tegen het hoogkoor stond. Aan deze plaats werd de Sacramentskapel gebouwd in renaissancestijl, waar omstreeks 1535 het retabel van het Sacrament van Niervaert een plaats kreeg en waar - volgens de mirakelverhalen - ook ex voto's  werden opgehangen. Tevens stond in deze kapel een grote offerblok en maande een muurschildering van Christus aan het kruis, met een afbeelding van het goede en het slechte gebed, tot oprechte vroomheid. Sinds 1534 beschikte deze kapel ook over een eigen orgel, dat thans het rugwerk vormt van het samengestelde orgel van de Grote Kerk.

## De vijf wonden van het Sacrament verbeeld in een netgewelf

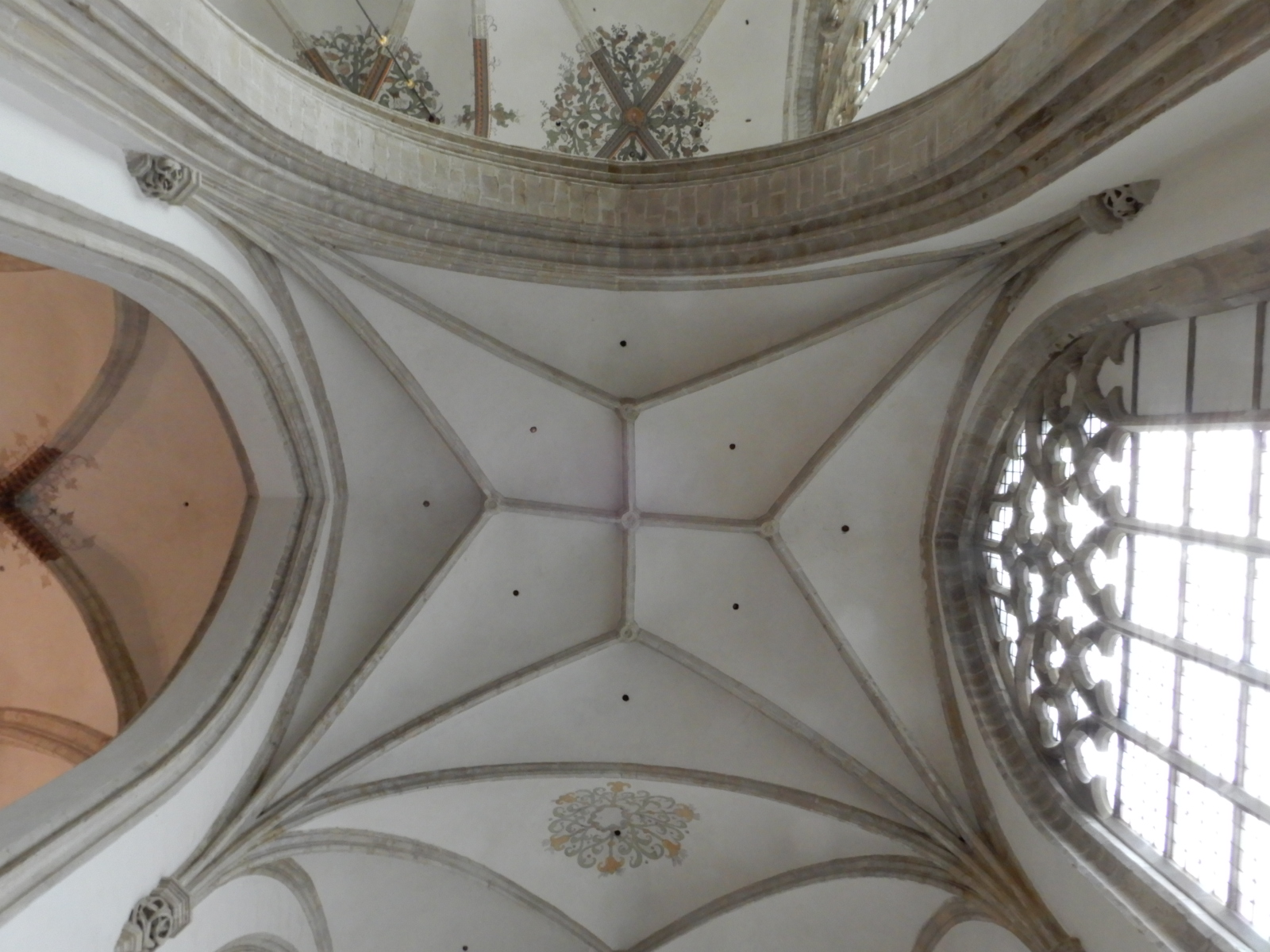
Het bijzondere netgewelf aan de westzijde van de Sacramentskapel dat verwijst naar de vijf 'steekwonden' van de hostie van Niervaert.

Toen de bisschop van Luik, Theobald van Bar, onder wiens geestelijk bestuur Niervaert stond, hoorde over een bloedende hostie in het noorden van zijn diocees, stelde hij een onderzoek in. Hij liet de authenticiteit van het wonder door de rechtsgeleerde, mr. Macharius de Busco, onderzoeken. Deze verhoorde eerst Jan Bautoen en de twee vrouwen maar hechtte geen geloof aan hun getuigenis. Vervolgens besloot hij de hostie te testen door deze op vijf plaatsen met een priem te doorsteken. Viermaal ketste de hostie af, alsof hij stak op een kiezelsteen. Toen hij deze voor de vijfde maal raakte, vloeide er op vijf plaatsen bloed uit.

In het meest westelijke travee van het gewelf van de Sacramentskapel wordt dit verhaal op een bijzondere wijze uitgebeeld. De gewelfribben zijn hier in de vorm van een netgewelf geslagen. Elk rib loopt met een rib vanuit het naastgelegen hoekpunt in een excentrische sluitsteen samen. Deze vier sluitstenen zijn op gelijke afstand van een vijfde, centrale, sluitsteen gesitueerd. Ze zijn op hun beurt met de centrale steen verbonden door middel van ribben die samen een Grieks kruis vormen. De vijf sluitstenen, die het midden en de uiteinden van het Grieks kruis aangeven, hebben de vorm van een roos.

## De kapel na de Reformatie
In hoeverre de Beeldenstorm in 1566 het interieur van deze kapel heeft aangetast is niet bekend. Wel is bekend dat het retabel van het Sacrament van Niervaert in losse delen in veiligheid is gebracht bij verschillende Bredanaars. Tijdens het Spaanse tussenbewind (1625-1637) van de Tachtigjarige Oorlog, is de kapel misschien wel het meest uitbundig gebruikt voor de Sacramentsverering. Na 1637 werd de kapel ontdaan van zijn versieringen en kreeg de uitstraling, zoals die nu nog te bezichtigen is.